# Слобозија (Стоенешти)
Слобозија (рум. Slobozia) насеље је у Румунији у округу Арђеш у општини Стоенешти. Oпштина се налази на надморској висини од 592 m.

## Становништво
Према подацима из 2011. године у насељу је живело 580 становника.